# Estación Alto do Mateus
La estación Alto do Mateus es una de las estaciones del Sistema de Trenes Urbanos de João Pessoa, situada en João Pessoa, entre la estación Bayeux y la estación Ilha do Bispo.
Fue inaugurada en 2008 y atiende a todo el barrio del Alto do Mateus.